# Ilha das Flores (Sergipe)
Ilha das Flores é um município brasileiro localizado no extremo nordeste do estado de Sergipe, na região do Baixo Rio São Francisco.

## História
Ilha das Flores, a 135 quilômetros da capital, inicialmente chamou-se Ilha dos Bois por ter nascido de um curral de gado. A história dessa cidade começou em 15 de fevereiro de 1826, com a chegada dos padres jesuítas em Cajuípe de Cima, Brejo Grande. Eles permaneceram por muitos anos realizando missões em várias localidades, onde recebiam de presentes bois com os quais formaram um arraial onde está implantada Ilha das Flores. Como os jesuítas necessitavam de alguém para cuidar dos animais, chamaram o caboclo Manuel Ricardo para ser o vaqueiro e também encarregado de encontrar um local onde plantariam capim para alimentar o gado. Ele escolheu uma parte alta e convidou moradores vizinhos para fazer roças e plantar o capim.
No local escolhido, que recebeu o nome de Ilha da Boa Vista e depois Alto de Ilha dos Bois, foram construídos um curral e uma casa. Quase dez anos depois, em 15 de março de 1835, os padres jesuítas foram expulsos pelas tropas portuguesas e entregaram as terras ao chefe político da região, o coronel Agripino do Aracaré, de Vila Nova, hoje Neópolis. Esse coronel prosseguiu comprando e vendendo gado até sua morte, quando a esposa assumiu os negócios. Porém não deu certo, ela acabou vendendo a boiada e doando as terras ao padroeiro do município, Santo Antônio. A terra doada foi dividida entre vários posseiros, que construíram dezenas de barracas no local e deram o nome de Arraial de Santo Antônio.A Ilha prosperou bastante. Em 7 de abril de 1947, com a iniciativa do farmacêutico ilhense Luiz Ferreira Lisboa, hoje com 92 anos, passou à condição de povoado. Na época, ele era prefeito de Parapitinga, hoje Brejo Grande, e conseguiu em 15 de abril de 1950, através da lei 823, transformar a povoação em vila.
Luiz Lisboa (antigo dono da Fazenda Cabacinha, ex-delegado, ex-vereador e ex-prefeito)foi também o responsável pela emancipação da vila. Enquanto administrava Brejo Grande, providenciou a documentação necessária para desmembrar o lugar onde nasceu do município do qual era prefeito.Também pequeno município visitado por turistas e conhecido por sua beleza do rio São Francisco.

## Geografia
Seu território apresenta temperaturas médias anuais de 26ºC, com precipitação média de chuvas de 1200mm ao ano, com período chuvoso entre março a agosto (outono-inverno). No relevo encontram-se planícies litorâneas (marinhas e fluviais). A vegetação do município varia da higrófila, Capoeira, Caatinga, Campos Limpos e Sujos. O município está inserido na bacia hidrográfica do Rio São Francisco, sendo drenado também pelo riacho Caiçara.

## Educação
Possui 20 estabelecimentos de ensino primário.

## Economia
As receitas proveem da atividade agrícola (rizicultura, coco e mandioca), pecuária (bovina, equina e suínos) e avicultura de galináceos.